# Jay Stacy
Jay Jason Stacy (* 9. August 1968 in Melbourne) ist ein ehemaliger australischer Hockeyspieler, der mit der australischen Hockeynationalmannschaft 1992 Olympiazweiter sowie 1996 und 2000 Olympiadritter war.

## Sportliche Karriere
Jay Stacy trat in 321 Länderspielen für Australien an und erzielte 171 Tore.
Bei seiner ersten Olympiateilnahme 1988 in Seoul war Stacy noch kein Stammspieler und wurde nur viermal eingesetzt, darunter im Spiel um den dritten Platz, das die Australier mit 1:2 gegen die Niederländer verloren. 1990 nahm Stacy an der Weltmeisterschaft in Lahore teil. Die Australier unterlagen im Halbfinale der pakistanischen Mannschaft mit 1:2. Im Spiel um den dritten Platz gewannen sie gegen die deutschen Herren mit 2:1, wobei Jay Stacy das 1:0 erzielte. In den Jahren danach gehörte Stacy als Offensivspieler fest zur Nationalmannschaft, die mit ihm bei der Champions Trophy 1990 gewann. Weitere Siege gelangen den Australiern 1993 und 1999.
Bei den Olympischen Spielen 1992 in Barcelona siegten die Australier in vier Spielen der Vorrunde und spielten gegen die Deutschen unentschieden. Nach ihrem Halbfinalsieg über die Niederländer trafen die Australier im Finale wieder auf die deutsche Mannschaft und unterlagen mit 1:2. 1994 war Australien Gastgeber der Weltmeisterschaft in Sydney. Die australische Mannschaft unterlag im Halbfinale den Niederländern mit 1:3. Im Kampf um Bronze bezwangen die Australier die deutsche Mannschaft mit 5:2, wobei Stacy den letzten Treffer erzielte.
Zwei Jahre später bei den Olympischen Spielen 1996 in Atlanta qualifizierten sich die Australier trotz einer Vorrundenniederlage gegen die Niederländer für das Halbfinale. Nach der Halbfinalniederlage gegen die Spanier trafen die Australier im Spiel um Bronze auf die Deutschen und gewannen mit 3:2. Die ersten beiden Tore für die Australier erzielte Jay Stacy nach Strafecken, den letzten Treffer setzte Baeden Choppy. Bei der Weltmeisterschaft 1998 in Utrecht unterlagen die Australier im Halbfinale den niederländischen Herren mit 2:6. Das Spiel um Bronze verloren sie gegen die Deutschen mit 0:1. Im gleichen Jahr fanden in Kuala Lumpur die Commonwealth Games statt, erstmals gehörten Hockeywettbewerbe zum Programm der Commonwealth Games. Im Finale siegten die Australier mit 4:0 gegen die Auswahl Malaysias. Zum Abschluss seiner Karriere nahm Stacy 2000 in Sydney zum vierten Mal an Olympischen Spielen teil. Die Australier gewannen ihre Vorrundengruppe mit drei Siegen und zwei Unentschieden. Im Halbfinale gegen die Niederländer stand es am Ende 0:0 und durch Penaltyschießen erreichten die Niederländer das Finale. Die Australier siegten im Kampf um Bronze gegen die pakistanische Mannschaft mit 6:3.